# Una noche en Venecia
Una noche en Venecia (título original en alemán, Eine Nacht in Venedig) es una opereta cómica en tres actos con música de Johann Strauss hijo y libreto de Friedrich Zell (Camillo Walzel) y Richard Genée basado en Le Château Trompette(1860), de François Auguste Gevaelrt. El estreno se llevó a cabo en Berlín el 3 de octubre de 1883 en el Neuen Friedrich-Wilhelmstädtischen Theater y es la única de las operetas de Strauss que se estrenó fuera de Viena.
Su primera representación no es la versión con la que estamos familiarizados hoy en día, ya que el libreto fue sometido a varias revisiones. Los primeros comentarios del estreno en Berlín fueron desfavorables. Aunque la prensa alabó la música de Strauss, las palabras que la acompañaban fueron catalogadas de banales y tontas, por ejemplo, se hicieron alusiones al asado de carne elaborados a partir de la suela de una bota, y cuando en escena se interpretó el vals, el personaje del Duque de Urbino cantó su canción-vals con un tono de maullidos, lo que fue recibido con mucho bochorno por la audiencia de Berlín.
Impasible, Strauss junto a sus libretistas hicieron varias modificaciones a la obra y esta vez se anotó un triunfo en su nativa Viena en el famoso Theater an der Wien el 9 de octubre de 1883. Fue representada cuarenta y cuatro veces consecutivas y se estableció como una de las tres obras más famosas de Strauss junto a Die Fledermaus y Der Zigeunerbaron. Strauss sacó algunos temas de la obra y las presentó como piezas individuales como el Lagunen Walzer op. 411 (Vals de la Laguna) y Die Tauben von San Marco Polka op. 414 (Las Palomas de San Marcos) que gozan de gran popularidad.
Según la base de datos Operabase, en el período 2005-2010 se representó 24 veces, siendo la número 17 de Austria y la cuarta de J. Strauss.

## Argumento

### Acto I
El atardecer en la Venecia del siglo XVIII. En una plaza del Gran Canal con vista al Palacio Ducal y la Isla de San Giorgio, la gente pasea mientras cae la tarde y las vendedoras anuncian sus productos. El joven vendedor napolitano de macarrones Pappacoda canta reparando en que, el esplendor de Venecia, no sería nada sin el macarrón. "Macarrones, tan largos como el Gran Canal, y con tanto queso como la arena que hay en el Lido", es lo que ofrece Pappacoda. El joven se encuentra con Enrico, un oficial naval, que le pregunta si el senador Delacqua se encuentra en casa. Él le dice que se encuentra en una sesión del Senado, Enrico ve la oportunidad de conversar en privado durante unos minutos con la joven esposa del senador, Bárbara. Sin embargo ella también ha salido, por lo que Enrico da a Pappacoda una moneda para que este le dé una carta a Bárbara con el mensaje de que la estará esperando a las nueve de esa noche.
La gente ve llegar en una barca a Annina, una joven pescadora, que ofrece su mercancía. Pappacoda la saluda, insinuándole que lo que la trae hacia allí es la inminente llegada del Duque de Urbino, y particularmente de su factótum Caramello, su enamorado. "Caramello es un monstruo, un inútil y un arrogante zoquete por añadidura", dice ella haciendo pucheros. "La estupidez no es obstáculo para amar", replica Pappacoda, mostrando una ostra. "Al fin y al cabo, estoy enamorada apasionadamente de Ciboletta, el bonito cocinero de la Señora Delacqua" - como una niña tan tonta como esta ostra.
- Datos: Q1306554